# Мурхад Миди

Ирландия в VIII — первой трети IX века

Мурхад Миди (Мурхад мак Диармата; др.‑ирл. Murchad Midi, Murchad mac Diarmata; убит в 715) — король Миде (689—715) из рода Кланн Холмайн.

## Биография
Мурхад был одним из сыновей Диармайта Диана. Он унаследовал престол королевства Миде в 689 году после гибели своего отца. Вероятно, получение Мурхадом Миди королевского титула прошло мирно и не сопровождалось междоусобиями. Предполагается, что этому способствовал верховный король Ирландии Финснехта Пиролюбивый, взявший Мурхада под своё покровительство. Резиденция королей Миде находилась вблизи холма Уснех, в связи с чем в некоторых средневековых источниках (например, в «Лейнстерской книге») правители этого королевства упоминаются как короли Уснеха. В «Лейнстерской книге» и трактате «Laud Synchronisms» ошибочно указано, что Мурхад правил Миде только двадцать лет.
В 697 году Мурхад Миди участвовал в Биррском синоде. На этом собрании присутствовали многие церковные и светские лица не только из Ирландии, но и из Британии. Здесь был принят разработанный святым Адамнаном свод законов, призванный обеспечить безопасность духовенства и мирных жителей во время военных действий.
По свидетельству ирландских анналов, в 704 году возглавлявший войско Южных Уи Нейллов Бодбхад, брат Мурхада Миди, вместе со своим союзником Фогартахом мак Нейллом из рода Сил Аэдо Слане сражался при Клаенате (современном Клейне) против короля Лейнстера Келлаха Куаланна. Войско союзников было разбито лейнстерцами: Фогартах сумел спастись бегством, а Бодбхад пал на поле боя.
В 710 году верховным королём Ирландии стал Фергал мак Маэл Дуйн из рода Кенел Эогайн. Он начал проводить политику, направленную на установление своей гегемонии над всеми владениями Уи Нейллов. Вероятно, Мурхадом Миди признал себя подчинённым власти верховного короля. Эти события привели к вооружённому конфликту между королями Мурхадом и Фергалом с одной стороны и брегскими владетелями Амалгайдом мак Конгалайгом и Фланном мак Аэдо с другой. В 711 году брат Фланна мак Аэдо, Ку Раи, и его союзник, правитель небольшого королевства Уи Мейт Тнутах мак Мохлоингейс, погибли в сражении с верховным королём при Слиаб Фуайте (современном Фьюсе в графстве Арма). Однако в 714 году король Миде при Биле Тенеде (современном Билливуде около Мойналти) сам одержал победу над войском Фланна. В битве погибли два брата Мурхада, Аэд и Колгу. В сообщениях анналов об этом событии упоминается о том, что братья правителя Миде пали в самом начале сражения, а король Фланн мак Аэдо и его союзник Дуб Дуйн Уа Бекк погибли во время ответной атаки мидцев, после чего брегцы обратились в бегство. Таким образом Мурхад Миди отомстил за смерть своего отца Диармайта Диана, убитого отцом короля Фланна Аэдом мак Длутайгом. Битва при Биле Тенеде — один из эпизодов долговременной борьбы правителей Кланн Холмайн и Сил Аэдо Слане за гегемонию над землями Южных Уи Нейллов, начало которой относится к 600 году. В тот же самый день, когда король Мурхад одержал победу над Фланном мак Аэдо, другое войско мидцев разбило около Гарбсалаха войско лейнстерского септа Уи Файльги, убив вражеского короля Форбассаха Уа Конгайла. Местоположение сражения, расположенное на территории королевства Миде, свидетельствует о том, что инициатором этого конфликта был правитель Уи Файльги.
Вскоре после этих событий Фогартах мак Нейлл, глава рода Сил Аэдо Слане, был лишён королевского титула, изгнан из своих владений и вынужден искать убежища в Британии. Некоторые позднесредневековые исторические источники (например, «Анналы четырёх мастеров») свидетельствуют, что Фогартах подвергся преследованию со стороны верховного короля Ирландии Фергала мак Маэл Дуйна за притязания на титул верховного короля. Современные же историки предполагают, что, скорее всего, изгнание было следствием междоусобной войны среди Южных Уи Нейллов, и называют возможным преследователем Фогартаха или его собственного дядю, Коналла Гранта, или Мурхада Миди. Возможно, что «королевский титул», которого был лишён Фогартах — это титул «король Южных Уи Нейллов». В этом случае, вероятно, гонителем Фогартаха был именно король Миде, которому избавление от своего главного соперника позволило стать наиболее влиятельным правителем среди Южных Уи Нейллов. Возможно, в этом качестве он признавался и верховным королём Фергалом.
Однако уже в 715 году Мурхад Миди был убит королём Лагора Коналлом Грантом, дядей Фогартаха мак Нейлла. В записях о гибели правителя Миде, содержащихся в «Анналах Ульстера» и «Анналах Тигернаха», Мурхад назван «королём Уи Нейллов» (лат. rex Nepotum Neill, др.‑ирл. ríg h-Ua Neill). Это довольно необычный термин для ирландских анналов. Современные историки сопоставляют его с титулом «король Севера» (др.‑ирл. Rí in Tuaiscert), который давался правителям, обладавшим гегемонией над землями Северных Уи Нейллов. Возможно, применение к Мурхаду подобного титула должно свидетельствовать о том, что он на момент смерти подчинялся власти короля Фергала мак Маэл Дуйна, являясь наместником верховного короля в землях Южных Уи Нейллов. Вероятно, получение Мурхадом титула «король Уи Нейллов» могло быть вызвано временным ослаблением брегских правителей, вызванным ведшимися в это время междоусобиями среди членов рода Сил Аэдо Слане. Предполагается, что Мурхад Миди может быть тождественен Фурбайду, упоминаемому в ирландской саге «Видение Конна». В этом источнике Фурбайд описан как превосходный правитель и рассудительный человек, павший от руки убийцы в селении Бри.
После убийства Мурхада Миди изгнанник Фогартах мак Нейлл возвратился в Ирландию и вновь стал наиболее влиятельным правителем среди Южных Уи Нейллов.
О том, кто был непосредственным преемником короля Мурхада Миди на престоле королевства Миде, в средневековых источниках точных данных не сохранилось. В списках правителей этого королевства из «Лейнстерской книги» и трактата «Laud Synchronisms» сообщается, что после Мурхада властью сначала овладели Диармайт и Айрметах, а затем Аэд и Колгу. Однако известно, что все они погибли в сражении при Биле Тенеде ещё в 714 году. Вероятно, к моменту смерти Мурхада и его сыновья, включая Домналла Миди, были ещё слишком молоды, чтобы претендовать на реальную власть над королевством. Это мнение подтверждается тем, что, хотя в 720-х годах в Ирландии происходили крупные вооружённые конфликты, вызванные междоусобной борьбой как среди Южных, так и среди Северных Уи Нейллов, об участии в них сыновей Мурхада ничего не известно. Первое упоминание о Домналле Миди как о самостоятельно действовавшем правителе в ирландских анналах относится только к 730 году. На основании этого предполагается, что престолом Миде после гибели Мурхада мог овладеть не Домналл, а какой-либо другой представитель рода Кланн Холмайн.
Мурхад Миди был женат на Айльпин (или Айльбин), дочери Комгалла мак Сарана. В этом браке родились три сына: Домналл Миди, бывший верховным королём Ирландии, Кайрпре, скончавшийся в 749 году, и, возможно, Брессал, убитый в 764 году. Одна из дочерей Мурхада и Айльпин — Эреннах — была супругой Фланна Да Хонгала из септа Уи Файльги, другая — Файленн — женой Катала мак Гертиде из септа Уи Бриуйн Куаланн.